# Аустраль
Аустраль (исп. austral) — денежная единица Аргентины в период с 15 июня 1985 года по 31 декабря 1991 года. 1 аустраль = 100 сентаво.

Символ аустраля

## История
Аустраль введён в результате деноминации 15 июня 1985 года, при которой 1000 аргентинских песо обменивались на 1 аустраль.
Первоначально был установлен официальный курс 0,8 аустраля за 1 доллар США. С 7 апреля 1986 года курс начал периодически снижаться. В декабре 1986 года курс составлял 1,257, а в мае 1987 года — 1,595 аустраля за 1 доллар.
Обесценившийся в результате инфляции аустраль был заменён с 1 января 1992 года на конвертируемое аргентинское песо в соотношении: 10 000 аустралей = 1 песо.

## Монеты
Чеканка монет и выпуск их в обращение были начаты в 1985 году. Единственная памятная монета в аустралях выпущена в 1991 году.
| Аустрали 1985—1991 годов | Аустрали 1985—1991 годов | Аустрали 1985—1991 годов | Аустрали 1985—1991 годов        | Аустрали 1985—1991 годов | Аустрали 1985—1991 годов | Аустрали 1985—1991 годов | Аустрали 1985—1991 годов | Аустрали 1985—1991 годов | Аустрали 1985—1991 годов | Аустрали 1985—1991 годов | Аустрали 1985—1991 годов | Аустрали 1985—1991 годов | Аустрали 1985—1991 годов |
| Изображение              | Изображение              | Номинал                  | Наименование                    | Годы чеканки             | Металл                   | Тираж (шт)               | Диаметр (мм)             | Толщина (мм)             | Вес (г)                  | Гурт                     | Даты                     | Даты                     | Даты                     |
| Аверс                    | Реверс                   | Номинал                  | Наименование                    | Годы чеканки             | Металл                   | Тираж (шт)               | Диаметр (мм)             | Толщина (мм)             | Вес (г)                  | Гурт                     | введения                 | изъятия                  | окончания обмена         |
| ------------------------ | ------------------------ | ------------------------ | ------------------------------- | ------------------------ | ------------------------ | ------------------------ | ------------------------ | ------------------------ | ------------------------ | ------------------------ | ------------------------ | ------------------------ | ------------------------ |
|                          |                          | 1/2 сентаво              | Рыжий печник                    | 1985                     | Медь—алюминий 920/80     | 7.915.129                | 19,7                     | 1,8                      | 3,6                      | гладкий                  | 23 сентября 1985         | 31 декабря 1991          | 1 марта 1992             |
|                          |                          | 1 сентаво                | Нанду                           | 1985—1987                | Медь—алюминий 920/80     | 282.330.564              | 20,64                    | 1,9                      | 4                        | гладкий                  | 23 сентября 1985         | 31 декабря 1991          | 1 марта 1992             |
|                          |                          | 5 сентаво                | Пума                            | 1985—1988                | Медь—алюминий 920/80     | 181.414.000              | 23,1                     | 1,8                      | 5                        | гладкий                  | 23 сентября 1985         | 31 декабря 1991          | 1 марта 1992             |
|                          |                          | 10 сентаво               | Герб Аргентины                  | 1985—1988                | Медь—алюминий 920/80     |                          | 21,5                     | 1,7                      | 4,35                     | гладкий                  | 14 октября 1985          | 31 декабря 1991          | 1 марта 1992             |
|                          |                          | 50 сентаво               | Свобода                         | 1985—1988                | Медь—алюминий 920/80     |                          | 24,2                     | 1,9                      | 5,6                      | гладкий                  | 14 октября 1985          | 31 декабря 1991          | 1 марта 1992             |
|                          |                          | 1 аустраль               | Ратуша Буэнос-Айреса            | 1989                     | Алюминий—магний 700/300  |                          | 20,2                     | 2                        | 1,55                     | гладкий                  | 27 марта 1989            | 31 декабря 1991          | 1 марта 1992             |
|                          |                          | 5 аустралей              | Дом Тукуман                     | 1989                     | Алюминий—магний 700/300  |                          | 21,6                     | 2                        | 1,80                     | гладкий                  | 22 мая 1989              | 31 декабря 1991          | 1 марта 1992             |
|                          |                          | 10 аустралей             | Дом Сан-Николас в Буэнос-Айресе | 1989                     | Алюминий—магний 700/300  |                          | 23,2                     | 2                        | 2                        | гладкий                  | 26 июня 1989             | 31 декабря 1991          | 1 марта 1992             |
|                          |                          | 100 аустралей            | Герб Аргентины                  | 1990, 1991               | Алюминий—магний 700/300  |                          | 21,2                     | 1,9                      | 1,5                      | гладкий                  | 28 ноября 1990           | 31 октября 1993          | 31 декабря 1993          |
|                          |                          | 500 аустралей            | Герб Аргентины                  | 1990, 1991               | Алюминий—магний 700/300  |                          | 23                       | 2,2                      | 2,02                     | гладкий                  | 1 ноября 1990            | 31 октября 1993          | 31 декабря 1993          |
|                          |                          | 1000 аустралей           | Герб Аргентины                  | 1990, 1991               | Алюминий—магний 700/300  |                          | 24,1                     | 1,90                     | 1,95                     | гладкий                  | 28 ноября 1990           | 31 октября 1993          | 31 декабря 1993          |
|                          |                          | 1000 аустралей           | 500 лет открытию Америки        | 1991                     | Серебро 925              | 5.000                    | 40                       | 2,07                     | 26,93                    | рубчатый                 |                          |                          |                          |

## Банкноты
Первоначально банкноты, номинированные в старых единицах (песо), были пущены в обращение с надпечатками в виде квадратов, в которых крупной цифрой обозначался новый номинал в аустралях и приводилось новое название денежной единицы. Ниже эти сведения повторялись прописью.
Так, на старой банкноте в 1000 арrентинских песо на лицевой и оборотной сторонах ставилась синяя надпечатка: «А 1 UN AUSTRAL», на банкноте в 5000 песо — «А 5 CINCO AUSTRALES», на банкноте в 10 000 песо — «А 10 DIEZ AUSTRALES».
Выпуск новых банкнот с номиналами в аустралях начат 31 октября 1985 года. В 1985—1986 годах были выпущены банкноты номиналом 1, 5, 10, 50 и 100 аустралей. Вскоре из-за инфляции пришлось выпускать банкноты всё больших номиналов: в 1988 году — 500 и 1000 аустралей, в 1989 году — 5000, 10 000 и 50 000 аустралей, в 1990 году — 100 000 и 500 000 аустралей. Банкноты номиналом 10 000 и 50 000 аустралей 1989 года и 500 000 аустралей 1990 года первоначально изготавливались путем нанесения на старые банкноты таких же номиналов в песо (изъятых из обращения в 1985 году) надпечатки, закрывавшей слово «PESOS» и содержащей номинал в аустралях, например, на банкноте в 10 000 песо — «A 10 MIL».
После вывода из обращения аустраля по всему миру, в том числе и в России, отмечались случаи мошенничества, когда ничего не стоящие боны выдавались за австралийские доллары.
| Аустрали 1985—1991 годов | Аустрали 1985—1991 годов | Аустрали 1985—1991 годов | Аустрали 1985—1991 годов | Аустрали 1985—1991 годов | Аустрали 1985—1991 годов           | Аустрали 1985—1991 годов | Аустрали 1985—1991 годов | Аустрали 1985—1991 годов | Аустрали 1985—1991 годов                               |
| Изображение              | Изображение              | Номинал (песо)           | Размеры (мм)             | Основные цвета           | Описание                           | Описание                 | Даты                     | Даты                     | Даты                                                   |
| Лицевая сторона          | Оборотная сторона        | Номинал (песо)           | Размеры (мм)             | Основные цвета           | Лицевая сторона                    | Оборотная сторона        | Введения                 | Изъятия                  | Окончание обмена                                       |
| ------------------------ | ------------------------ | ------------------------ | ------------------------ | ------------------------ | ---------------------------------- | ------------------------ | ------------------------ | ------------------------ | ------------------------------------------------------ |
|                          |                          | 1                        | 155×65                   | бирюзовый                | Коммодор Бернардино Ривадавия      | Прогресо                 | 31 октября 1985          | 31 октября 1991          | 31 декабря 1991                                        |
|                          |                          | 5                        | 155×65                   | оранжевый                | Хусто Хосе де Уркиса               | Прогресо                 | 28 марта 1986            | 31 октября 1991          | 31 декабря 1991                                        |
|                          |                          | 10                       | 155×65                   | синий                    | Сантьяго Дерки                     | Прогресо                 | 30 декабря 1985          | 31 октября 1991          | 31 декабря 1991                                        |
|                          |                          | 50                       | 155×65                   | розовый                  | Генерал-лейтенант Бартоломе Митре  | Прогресо                 | 23 июня 1986             | 31 декабря 1991          | 1 марта 1992                                           |
|                          |                          | 100                      | 155×65                   | красный                  | Генерал Доминго Фаустино Сармьенто | Прогресо                 | 25 ноября 1985           | 1 июня 1992              | 30 сентября 1992, затем срок продлён до 30 ноября 1992 |
|                          |                          | 500                      | 155×65                   | салатовый                | Доктор Николас Авельянеда          | Прогресо                 | 2 мая 1988               | 1 июня 1992              | 30 сентября 1992, затем срок продлён до 30 ноября 1992 |
|                          |                          | 1000                     | 155×65                   | розовый                  | Хулио Аргентино Рока               | Прогресо                 | 30 сентября 1988         | 1 июня 1992              | 30 сентября 1992, затем срок продлён до 30 ноября 1992 |
|                          |                          | 5000                     | 155×65                   | красный                  | Мигель Хуарес Сельман              | Прогресо                 | 26 мая 1989              | 1 октября 1992           | 31 декабря 1992                                        |
|                          |                          | 10 000 временный выпуск  | 155×65                   | синий                    | Генерал Хосе де Сан Мартин         | Текст                    | 31 июля 1989             | 31 августа 1991          | 31 октября 1991                                        |
|                          |                          | 10 000                   | 155×65                   | синий                    | Карлос Пеллегрини                  | Прогресо                 | 25 августа 1989          | 1 октября 1992           | 31 декабря 1992                                        |
|                          |                          | 50 000 временный выпуск  | 155×65                   | оливковый                | Генерал Хосе де Сан Мартин         | Текст                    | 2 июня 1989              | 31 августа 1991          | 31 октября 1991                                        |
|                          |                          | 50 000                   | 155×65                   | зелёный                  | Луис Саенс Пенья                   | Прогресо                 | 8 ноября 1989            | 2 января 1993            | 31 марта 1993                                          |
|                          |                          | 100 000                  | 155×65                   | коричневый               | Хосе Эвариста Урибуру              | Прогресо                 | 21 мая 1990              | 2 января 1993            | 31 марта 1993                                          |
|                          |                          | 500 000 временный выпуск | 155×65                   | фиолетовый               | Генерал Хосе де Сан Мартин         | Текст                    | 2 июля 1990              | 31 октября 1991          | 31 декабря 1991                                        |
|                          |                          | 500 000                  | 155×65                   | фиолетовый               | Мануэль Кинтана                    | Прогресо                 | 1 ноября 1990            | 2 января 1993            | 15 января 1993                                         |